# Luis Alberto Álvarez Alanis
Luis Álvarez (* 4. Oktober 1981 in Monterrey, Nuevo León) ist ein ehemaliger mexikanischer Fußballspieler auf der Position eines Verteidigers.

## Laufbahn
Álvarez begann seine Profikarriere bei seinem Heimatverein UANL Tigres, bei dem er zwischen 2000 und 2008 unter Vertrag stand. Allerdings bestritt er für die Tigres nur insgesamt acht Spiele in der höchsten mexikanischen Fußballliga (sieben davon in der Clausura 2005) und war häufig an dessen in der zweiten Liga spielende Reservemannschaften abgestellt.
In der Hinrunde der Saison 2008/09 spielte er für die Tiburones Rojos Coatzacoalcos und nach dem Verkauf von deren Zweitligalizenz in der Rückrunde derselben Saison beim Lizenzerwerber Albinegros de Orizaba.